# 야마구치 오토야

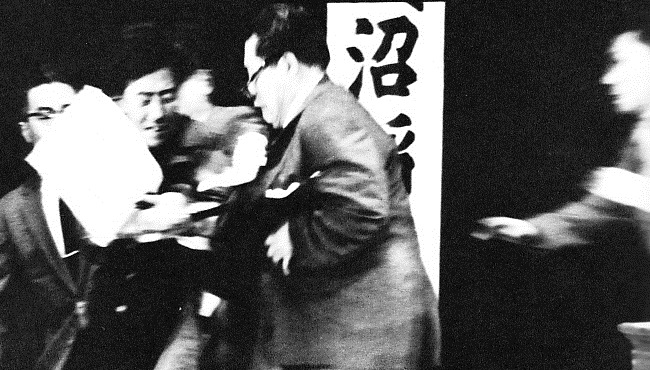
1960년 10월 12일 아사누마 이네지로 암살 당시

야마구치 오토야(일본어: 山口 二矢, 1943년 2월 22일 ~ 1960년 11월 2일)는 일본의 범죄인, 학생운동가, 정치인, 우익 운동가, 테러리스트이다. 다마가와 학원 고등학원고등부(玉川学園高等部) 재학 중 대일본애국당에 입당하여 우익 청년운동을 주관하였다. 1960년 10월 12일 각 정당대표자 방송 공청회에 야당이자 사회주의자이며 친중국성향을 띠던 일본사회당 아사누마 이네지로(浅沼稲次郎) 위원장을 연설중에 칼로 찔러 살해하고 도쿄 소년 감호소에서 복역 중 '七生報国, 天皇陛下万歲'(칠생보국, 천황폐하 만세)라는 유서를 남기고 자살하였다.

## 생애

### 어린 시절
야마구치는 1943년 2월 22일 도쿄도 다이토구(台東区)의 변두리에서 도호쿠 제국대학 출신으로 당시 인텔리인 육상자위대원인 아버지 야마구치 신페이(山口晋平)와 유명한 소설가인 무라카미 미로쿠(村上浪六)의 셋째 딸인 어머니 사이에서 둘째 아들로 태어났다. 육상자위대원으로 엄격한 아버지 휘하에서 성장하였고, 아버지는 엄격함과 애국심으로 그를 훈육하였다.
1958년 다마가와 학원 고등학원고등부(玉川学園高等部)에 진학하였으며 아버지 신페이의 임지 관계로 홋카이도의 고세이가쿠인 고등부(光星学院高等部)로 전학갔으나, 다시 다마가와 학원으로 전학왔다. 형의 영향으로 아카오 빈의 사상을 접하였으며, 다마가와 학원 고등부 재학 중 1959년 애국당 총재 아카오 빈의 연설에 감화받아 그해 5월 10일 만 16세의 나이로 아카오 빈이 이끄는 대일본애국당에 입당하여 소년 우익운동가로 활동하였다. 이듬해 다마가와 학원 고등부를 퇴학한다.

### 청년 우익 운동
그 뒤 복학하여 다마가와 학원 고등부(다마가와 고등학교의 전신)을 졸업하고 스기모토 코우기(杉本広義)의 추천으로 다이토문화대학(大東文化大學)의 청강생으로 입학하였다.
야마구치는 아카오 빈의 연설을 누군가 야유하면 야유하는 사람에게 덤벼들거나 그는 좌파의 집회 해산과 우파 인사의 집회의 보호에 앞장섰다. 또한 시위 과정에서 여러 번 경찰과 뒤치락 싸움을 하였으며 애국 당 입당 후 반년에서 그는 10 번이나 검거됐다. 1959년 12월에 집행 유예 4년의 처분을 받기도 했다.
사회주의 성향의 발언을 하며 친중국성향이었고, 중국과 동맹하여 미국제국주의에 저항해야 된다는 주장을 공공연히 하던 아사누마 이네지로에게 반감을 품고 그를 살해하려 기회를 노리던 중, 1960년 10월 12일 NHK 방송사에서 유력 정당 대표자들의 공개 토론회가 방영된다는 것을 접하고 입장권을 구입하여 방청객으로 입장하였다.
사건 당시에는 다이토문화대학의 청강생 신분이었고 또한 사건 1개월 전인 1960년 5월 29일, 동지 당원 2명 등과 함께 대일본애국당을 탈당했다.
1960년 6월 17일 우익 청년들이 사회당 고문 카와카미 죠타로를 습격하는 사건이 일어 났을 때, 야마구치는 "자신을 희생해서 매국노 카와가미를 찌른 것은 정말 나라를 생각하는 순수한 마음으로 한 의로운 행위라서 탄복했다. 내가 하는 때에는 철저한 방법으로하지 않으면 안된다"고 다짐했다 한다. 같은 해 7월 1일 동지들과 함께 전아시아반공연맹 도쿄 지회의 조직에 참여하였다.

#### 아사누마 저격
10월 4일 자택에서 아코디언을 찾고 있었는데 우연히 와키자시(脇差)를 찾아 냈다. 고리가 아니라 원목의 칼집에 들어있던 와키자시를 보고 사회당 요인들을 죽이려고 결심했다고 진술한다. 10월 4일 야마구치는 메이지 신궁을 참배하고 바로 고바야시 일본교원노동조합 위원장, 노사카 의장 집에 전화하여 면회를 신청했으나, 고바야시 위원장은 이사로, 노사카 의장은 여행 중이었기 때문에 실패했다.
1960년 10월 12일 야마구치는 3당 합동 연설회에 참석하여 히비야 공회당에서 연설중이던 아사누마 이네지로를 칼로 찔러, 현행범으로 체포되었다. 야마구치는 당시 만 17세로 소년법에 의해 실명비공개 대상이었으나, 정치인 암살이라는 죄의 중대성에 따라 실명이 공표되었다.
연설 중 단상에 뛰어 올라 아사누마를 세번 칼로 찌른 뒤 자신이 소지한 쪽지 내용을 발표했다. 아사누마 살해당시 야마구치가 주머니에 넣어 두었던 유서격의 문서 내용은 다음과 같다.
너, 아사누마 이네지로는 일본의 적화를 꿈꾸고 있다. 나는 너 개인에게 원한은 없으나, 일본사회당의 지도적 입장에 있는 자로서 책임과, 방중시의 폭언과 국회난입등의 직접적 선동자로서 책임을 물어, 너를 용서할 수 없다. 이에 따라 나는 너에게 천벌을 내린다.— 황기 이천육백이십년십월십이일 야마구치 오토야

피살 직전 단상에 올라온 경찰에 의해 체포되었고 미성년자라는 이유로 도쿄 소년감별소에 입소, 개실 2호실에 수감되어 2명의 동료와 함께 생활하였다.

### 수감과 자살
11월 2일 야마구치는 도쿄 소년감별소의 개실 2층 2호실에서 지급된 치약으로 벽에 '七生報国, 天皇陛下万歲'(칠생보국, 천황폐하 만세)라고 쓴 뒤 목을 매 자살했으며 우익단체는 성대한 장례식을 치르는 등 영웅으로 미화하였다. 그의 나이 당시 17세였다.
소설가 사와키 고타로에 따르면, 아사누마 위원장 이외에 자민당 실력자인 고노 이치로 등 다른 정치인도 테러대상에 포함되어 있었으며, 태평양 전쟁에 대해 비판적인 언설을 한 미카사노미야 다카히토 친왕 등 황족도 노리고 있었다고 한다.

### 사후
일본의 사회주의자들 외에도 일본의 보수 진영에서는 그를 테러리스트라며 규탄하였으나 일본 극우단체를 중심으로 그를 그를 열사(烈士)로 칭송, 미화하였고, 일본사회당 등 세력의 몰락 이후에는 노골적으로 그를 찬양하기도 하였다. 일본 우익 단체에서는 매년 그가 자결한 11월 2일에는 그의 묘소 주변에서 성대한 추모제를 열고 있다.

## 같이 보기
- 아카오 빈
- 고모리 가즈타카

## 기타
그의 암살 당시 녹화한 마이니치신문의 기자 나가오 야스시는 퓰리처 상을 받기도 했다. 실시간으로 카메라 촬영을 하던 나가오 야쓰시의 무비카메라에 아사누마 이네지로가 저격당하는 장면이 포착, 세계적으로 유명세를 타면서 퓰리처 상을 수상했다.